# Cratere Saenger
Saenger è un cratere lunare di 74,57 km situato nella parte nord-occidentale della faccia nascosta della Luna.